# Вине, Александр
Алекса́ндр Вине́ (фр. Alexandre Vinet; 17 июня 1797, Уши — 4 мая 1847, Кларан) — швейцарский богослов, философ, журналист, литературный критик и историк.

## Происхождение
Сын секретаря департамента внутренних дел швейцарского кантона Во Марка Вине (фр. Marc Vinet) и Жанн-Этьеннетт Бо (Jeanne-Etiennette Baud).

## Биография
Родился 17 июня 1797 года в Уши, ныне — район Лозанны. Получил два высших образования Лозаннской академии: с 1812 по 1815 годы — в области филологии, с 1815 по 1817 годы — богословия. После окончания учёбы обосновался в Базеле, где преподавал французский язык в женской школе, которая существует до сих пор и носит сейчас имя Вине. С 1817 года в местном университете, где проработал вплоть до 1837 года. В 1819 году принял священнический сан, однако никогда не был приходским священником. В том же году женился на Софи-Жермен-Огюст де Ла Роттаз (фр. Sophie-Germaine-Auguste de La Rottaz). С 1822 года обучался теологии у Вильгельма Мартина Леберехта Де Ветте. Серьёзная болезнь, из-за которой в 1823 году Вине оказался на краю смерти, заставила его переосмыслить собственные жизненные убеждения. В 1837 году вернулся в Лозанну, где поступил на должность профессора практической теологии. В 1845 году, когда новое правительство кантона Во отрешило от должности 184 пасторов, Вине ушёл со своего поста в университете и стал одним из руководителей движения, поведшего к Свободной евангелической церкви. Был профессором honoris causa Базельского (с 1826 года в области филологии и с 1837 года в области теологии) и Берлинского университетов (в области теологии с 1846 году). Скончался 4 мая 1847 в Кларане, кантон Во.

## Идеи
Александр Вине считается наиболее значимым франкоязычным протестантским теологом XIX века. При этом, он почти не оставил пространных текстов, которые бы систематизировали его взгляды, обычно ограничиваясь достаточно короткими эссе. Как богослов был близок к движению ривайвелизма в англо-американском его понимании, стремясь соединить идеи Просвещения, в частности — свободы, и христианства. 
Как преподаватель Вине стремился дать своим ученикам лучшие образцы французского языка, собранная им трёхтомная хрестоматия на несколько десятилетий стала настольной книгой многих франкоязычных профессоров. Вине считал важным дать образование женщинам, что было далеко не очевидным в XIX веке, и даже основал в Лозанне женскую школу, которая в наше время носит его имя. Как моралист, Вине считал, что не существует религии без морали и морали без религии, причём он полагал, что эти две составляющие бытия должны охватывать все стороны жизни, проникая в семью, церковь, образование, публичную деятельность, искусство и так далее. В этом качестве исследователи подчёркивают слова Вине: «Я хочу, чтобы человек был хозяином самому себе, чтобы быть лучшим слугой для всех». Как богослов, Вине не внёс каких-либо серьёзных изменений в религиозную доктрину. Являлся горячим защитником свободной и независимой от светской власти церкви. Вместе с тем, исследователи подчёркивают особенность его концепции фразой, взятой из одного из сочинений Вине: «Там, где нет свободы ошибаться, нет и свободы быть правым». Вине считал, что христианство должно строиться прежде всего на личной связи человека с Иисусом Христом, и что это дело его личной совести и его мысли.
Деятельность Вине повлияла как на его современников, так и на потомков. Среди франкоязычных протестантских богословов, на которых идеи Вине оказали серьёзное влияние, называют Луи-Огюста Сабатье и Гастона Фроммеля.

### История литературы
- Chrestomathie française (1829)
- Études sur Blaise Pascal (1848)
- Études sur la littérature française au XIXe siècle (1849—1851)
- Histoire de la littérature française au XVIIIe siècle (1853)
- Moralistes des XVIe et XVIIe siècles (1859)

### Теология
- Mémoire en faveur de la liberté des cultes (1826)
- Du respect des opinions (1829)
- Essai sur la conscience (1829)
- Discours sur quelques sujets religieux (1831)
- Nouveaux discours sur quelques sujets religieux (1841)
- Étude sur l'épître aux Colossiens (1841)
- Essai sur la manifestation des convictions religieuses et sur la séparation de l'Èglise et de l'État (1842)
- Études évangéliques (1847)
- Méditations évangéliques (1849)
- Cours d’Homilétique (1853)
- Cours de Théologie Pastorale (1854)
- Histoire de la prédication parmi les réformés de France au dix-septième siècle (1860)